# Tortura dell'acqua

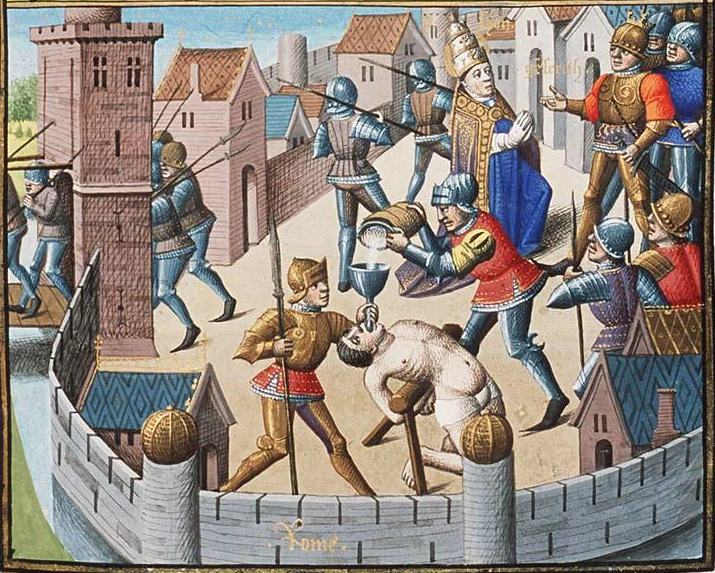
Papa Leone I convince il vandalo Genserico a non saccheggiare Roma

La tortura dell'acqua era un sistema di tortura usato nel Medioevo e successivamente al tempo dell'Inquisizione durante gli interrogatori. 

## Caratteristiche
L'accusato veniva disteso supino e legato ad un tavolo e quindi, tramite un imbuto, gli veniva fatta ingurgitare una grande quantità di acqua che gli faceva gonfiare lo stomaco. La vittima veniva poi fatta mettere a pancia sotto, in modo da aumentare il dolore e indurla alla confessione.
Un'alternativa consisteva nel percuotere con dei bastoni la vittima sull'addome, in modo da causare lacerazioni nei tessuti dello stomaco e di altri organi interni. Questa tecnica richiede un particolare tavolo, un esemplare del quale è esposto presso il Museo della tortura medievale a Praga, assieme ad altri oggetti funzionali a scopi simili.
Questa forma di tortura non va confusa con l'annegamento simulato, una tecnica in cui l'acqua non viene fatta ingerire ma viene versata sulla faccia, in modo da farla penetrare nelle vie respiratorie attraverso il naso e la bocca.